# Paleocenní dinosauři

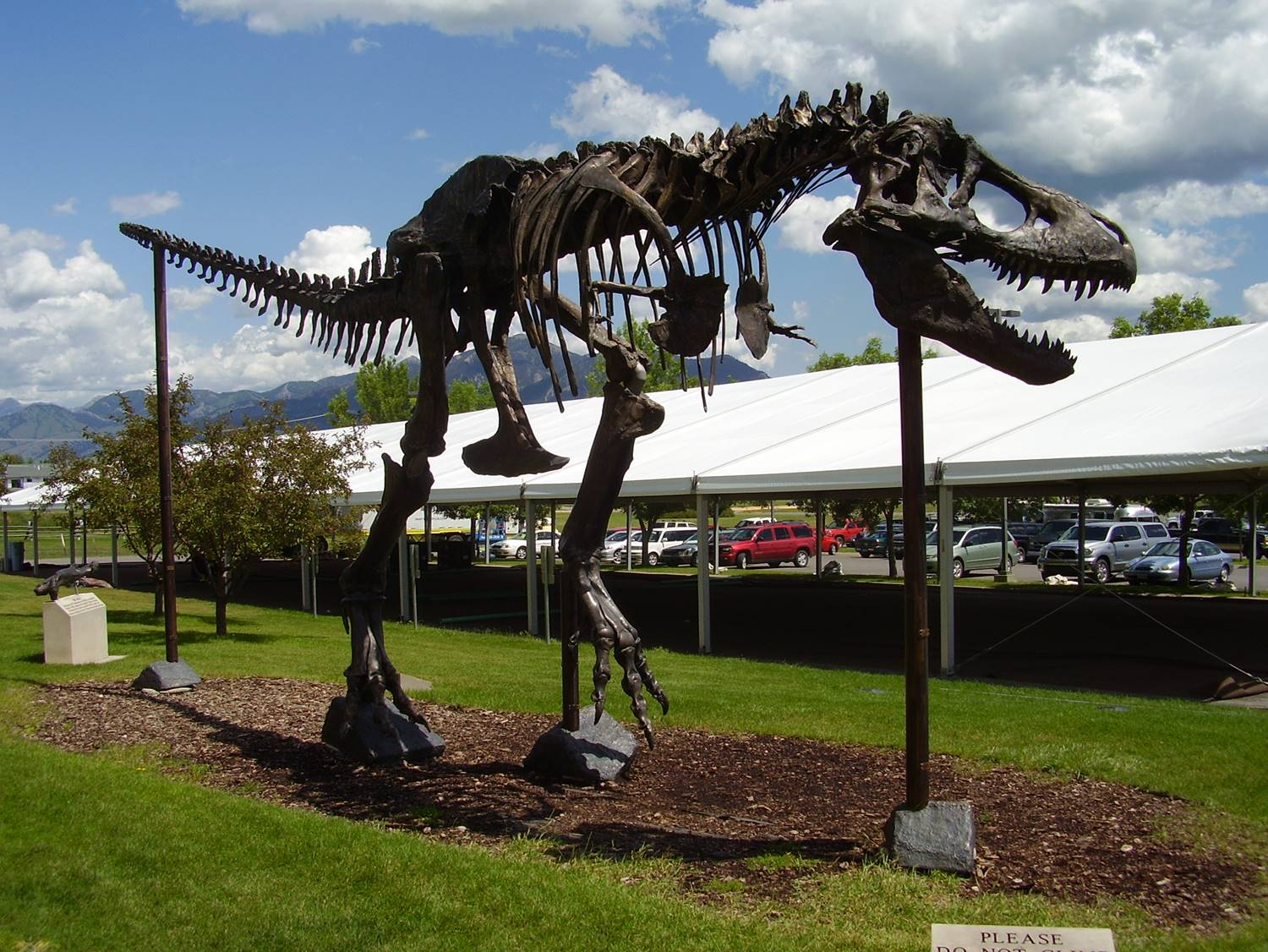
Tyrannosaurus rex podle některých vědců (jako byl J. K. Rigby) přežil desítky tisíc let do paleocénu

Paleocenní dinosauři jsou dlouho diskutovaným tématem v dinosauří paleontologii. Jedná se o hypotetické představitele přeživších taxonů neptačích dinosaurů, kteří přečkali kritickou hranici masového vymírání na konci druhohorní periody křídy, před zhruba 66,0 miliony let. Tito dinosauři by tedy žili ještě v období paleocénu – nejstarší periody třetihorní éry (či kenozoika). Dnes téměř veškeré doklady nasvědčují tomu, že neptačí dinosauři zcela vymřeli právě na tomto rozhraní (mezi křídou a paleogénem) a velká většina paleontologů je v otázce možnosti jejich přežití silně skeptická. Je nicméně pravděpodobné, že pokud by nenastala katastrofa na konci křídy, velcí dinosauři by patrně přežívali dál bez větších problémů.

## Historie výzkumu

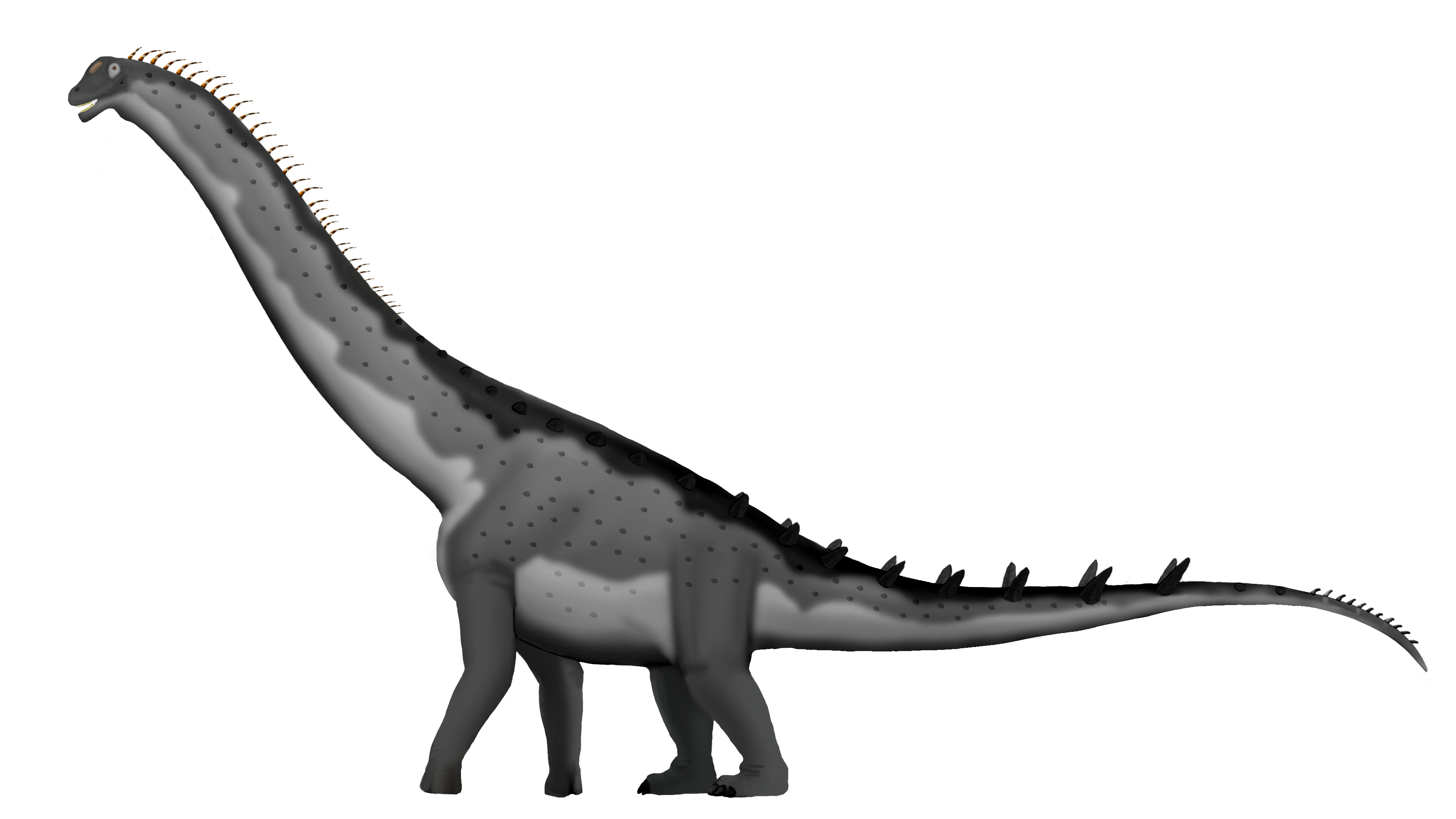
Dalším z údajných přeživších do paleocénu měl být obří sauropod druhu Alamosaurus sanjuanensis.

Několik vědců nicméně nezávisle na sobě přineslo jisté kontroverzní důkazy pro tuto domněnku. Nejméně ze tří míst světa dnes přichází doklady o možném přežití dinosaurů do třetihor – dvě z USA (souvrství Hell Creek v Montaně a Ojo Alamo Sandstone v Novém Mexiku), a z Číny. Podle některých objevů se zdá být pravděpodobné, že malé populace dinosaurů přežívaly ještě v době před zhruba 64,8 – 64,4 milionu let, tedy o víc než 1 milion let po hranici K-Pg. Většinou jsou však tyto fosílie pokládány za druhotně uložené. To znamená, že byly erozivními silami uvolněny ze svého původního místa a posléze uloženy s třetihorními sedimenty (a tedy ne tak mladé, jak na první pohled vypadají). Artikulovaná kostra, která jediná by rozptýlila pochybnosti o pravosti stáří nálezu, dosud v paleocenních vrstvách objevena nebyla.

## Fosilie ve vrstvě K-Pg
V roce 2016 bylo oznámeno, že na nově objevené paleontologické lokalitě Tanis v Severní Dakotě byly objeveny fosilie ryb a otisky stop dinosaurů přímo s tsunamity, tedy pozůstatky impaktní tsunami, vyvolané dopadem asteroidu Chicxulub. Dinosauři z této lokality jsou tak vlastně skutečnými paleocenními dinosaury, protože žili ještě minimálně v prvních minutách až hodinách po dopadu planetky z konce křídy.
Nejstarší prokazatelné fosilie dinosaurů jsou však starší a hranice K-Pg přímo nedosahují (například u rodu Tyrannosaurus rex je nejbližší exemplář vzdálen od této vrstvy zhruba 10,5 metru).